# مانگونیا پارک (فلوریدا)
مانگونیا پارک (به انگلیسی: Mangonia Park) شهرکی در شهرستان پام بیچ ایالت فلوریدا است که در سال ۱۹۴۷ بنیان‌گذاری شده‌است. این شهرک طبق سرشماری سال ۲۰۱۰ میلادی، ۱٬۸۸۸ نفر جمعیت داشته و مساحت آن نیز ۱٫۸ کیلومتر مربع است.